# 순교자기원
순교자기원(라틴어: anno martyrum 또는 anno Diocletiani)은 제국 내 기독교인에 대한 마지막 대규모 박해를 선동한 로마 제국 황제 디오클레티아누스의 통치를 기준으로 연도를 계산하는 방법이다. 이는 서기 4세기부터 알렉산드리아 교회에서 사용되었고, 5세기부터 현재까지 알렉산드리아 콥트 정교회에서 사용되었다. 이 연대는 알렉산드리아 교회에서 제작한 부활절 표에서 연도를 계산하는 데 사용되었다.
디오클레티아누스는 서기 284년 11월 20일에 통치를 시작했으며, 기원 (연대)(순교자기원의 첫날)는 알렉산드리아 연도의 첫 번째 날인 이집트 신년인 토트 1일 또는 서기 284년 8월 29일로 지정되었다.

## 같이 보기
- 기년법
- 기독교 순교자
- 부활절 날짜
- 순교